# Mesoplanet
Mesoplanet là các hành tinh có kích thước nhỏ hơn Sao Thủy nhưng lớn hơn Ceres. Thuật ngữ được đặt ra bởi Isaac Asimov. Giả sử kích thước được xác định liên quan đến bán kính xích đạo, các mesoplanet có bán kính vào khoảng 500 km đến 2.500 km.
Thuật ngữ này được đặt ra trong bài tiểu luận " Cái gì trong tên? " Của Asimov, xuất hiện lần đầu tiên trên tờ Thời báo Los Angeles vào cuối những năm 1980  và được in lại trong cuốn Frontiers năm 1990 của ông; thuật ngữ này sau đó đã được xem xét lại trong bài tiểu luận của mình, "Hành tinh thu nhỏ đáng kinh ngạc" xuất hiện đầu tiên trên Tạp chí Khoa học giả tưởng và khoa học viễn tưởng  và sau đó nằm trong tuyển tập The Relativity of Wrong (1988).
Asimov lưu ý rằng hệ Mặt Trời có một số lượng lớn các hành tinh (trái ngược với Mặt Trời và các vệ tinh tự nhiên) và tuyên bố rằng các đường phân chia "các hành tinh lớn" từ các hành tinh nhỏ nhất thiết phải tùy ý. Asimov sau đó chỉ ra rằng có một khoảng cách lớn về kích thước giữa Sao Thủy, kích thước hành tinh nhỏ nhất được coi là chắc chắn là một hành tinh chủ yếu, và Ceres, hành tinh lớn nhất được coi là một hành tinh thiểu số. Chỉ có một hành tinh được biết đến vào thời điểm đó, Sao Diêm Vương, rơi vào khoảng trống. Thay vì tự ý quyết định sao Diêm Vương thuộc về các hành tinh lớn hay các hành tinh nhỏ, Asimov đề nghị rằng bất kỳ kích thước hành tinh nào nằm trong khoảng cách kích thước giữa Sao Thủy và Ceres đều được gọi là mesoplanet, bởi vì mesos có nghĩa là "giữa" trong tiếng Hy Lạp.